# Dorcadion albanicum
Dorcadion albanicum là một loài bọ cánh cứng trong họ Cerambycidae.